# (20085) 1994 LC
(20085) 1994 LC là một tiểu hành tinh vành đai chính. Nó được phát hiện bởi Atsushi Sugie ở Dynic Astronomical Observatory Nhật Bản, ngày 1 tháng 6 năm 1994.